# Andrei Contolenco
Andrei Contolenco (Caraorman, 22 de junio de 1938) es un deportista rumano que compitió en piragüismo en la modalidad de aguas tranquilas.
Ganó una medalla en el Campeonato Mundial de Piragüismo de 1963 y cinco medallas en el Campeonato Europeo de Piragüismo entre los años 1961 y 1967. Participó en los Juegos Olímpicos de México 1968, donde finalizó séptimo en la prueba de K1 1000 m.

## Palmarés internacional
| Campeonato Mundial | Campeonato Mundial | Campeonato Mundial | Campeonato Mundial |
| Año                | Lugar              | Medalla            | Competición        |
| ------------------ | ------------------ | ------------------ | ------------------ |
| 1963               | Jajce (Yugoslavia) | Medalla de plata   | K4 1000 m          |
| Campeonato Europeo |                    |                    |                    |
| Año                | Lugar              | Medalla            | Competición        |
| 1961               | Poznań (Polonia)   | Medalla de oro     | K2 500 m           |
| 1963               | Jajce (Yugoslavia) | Medalla de plata   | K4 1000 m          |
| 1965               | Bucarest (Rumania) | Medalla de oro     | K4 1000 m          |
| 1967               | Duisburgo (RFA)    | Medalla de oro     | K1 4 × 500 m       |
| 1967               | Duisburgo (RFA)    | Medalla de bronce  | K2 500 m           |